# 佐藤勝彦 (経営学者)
佐藤勝彦（さとうかつひこ）は、多摩大学大学院客員教授、元フォード・ジャパン社長・会長、元フライシュマン・ヒラード・ジャパンSVP、株式会社ライフシフトEVP、株式会社檀谷アソシエイツ代表取締役

## 経歴
横浜市立大学商学部卒業後、1969年に日産自動車へ入社。主に人事部門に携わる。1977年にイリノイ大学大学院で留学後、米国生産会社、米国設計開発会社の設立に参画。本社復帰後は人事部次長を経て、1995年にフォード・ジャパンへ転じ、管理本部長、社長、会長を歴任。